# Bryum homalobolax
Bryum homalobolax är en bladmossart som beskrevs av C. Müller och Ferdinand François Gabriel Renauld 1898. Bryum homalobolax ingår i släktet bryummossor, och familjen Bryaceae. Inga underarter finns listade i Catalogue of Life.